# Момци из Бразила
Момци из Бразила (енгл. The Boys from Brazil) је британско-амерички научнофантастични трилер 1978. у режији Франклина Шефнера. Био је номинован за три Оскара, од којих један био за Лоренса Оливијеа. Пек је био у конкуренцији за Златни глобус.

## Радња
70-их година 20. века. Млади циониста Бери Колер (Стив Гутенберг) који живи у Парагвају открива високе званичнике Трећег рајха који се крију у тој земљи, укључујући др Јозефа Менгелеа (Грегори Пек), лекара који је радио за СС у Аушвицу. На тајном састанку, Менгеле показује другим официрима фотографије 94 мушкарца, шездесетогодишњих званичника који живе у разним деловима света, наизглед неповезаних са ратом, чије је елиминисање први елемент новог плана за обнову нацистичког Рајха. Колер снима разговор и обавештава Езру Либермана (Лоренс Оливије), старог Јеврејина, бившег затвореника концентрационог логора у Бечу, који годинама прати нацисте. Либерман живи са својом верном помоћницом сестром Естер (Лили Палмер), у почетку игнорише младића, али када је Колер убијен, одлучује да испита ствар. Либерман тражи од свог пријатеља новинара Сиднија (Денгхолм Елиот) да му пошаље све читуље шездесетогодишњих мушкараца из целог света који ће бити убијени или нестати под неразјашњеним околностима.
Либерман убрзо путује у Немачку, где упознаје госпођу Деринг (Розмари Харис), чијег је мужа недавно убио непознати криминалац. Чини се да удовицу није брига за смрт свог мужа. Либерман само сазнаје да жртва није била Јеврејка и да никада није припадала фашистичкој организацији. Игром случаја упознаје и Деринговог сина, размаженог Ериха (Џереми Блек), мршавог, високог, белог дечака црне косе и плавих очију. Друга експедиција, у Енглеску, доноси састанак са другом удовицом - госпођом Кари (Ен Мира), која такође не зна ништа ново. На изласку из куће, Либерман наилази на младог Џека (такође Џеремија Блека), који изгледа, прича и понаша се баш као Ерих Деринг. Либерман схвата да кључ за решавање мистерије можда није познавање жртава, већ њихових синова тинејџера.
Увече госпођа Кари долази у хотел где је Либерман одсео. Рекла је да је пре четрнаест година купила дете од Немице Фриде Малони (Ута Хаген). Малони, бивши чувар у Аушвицу познат по свом бруталном мучењу, посебно мале деце, тренутно је у затвору. Пре много година ушла је у траг и приведена правди захваљујући Либерману, који је сада одлучио да је упозна.
У међувремену, Менгеле добија информације о напретку Либерманове истраге. Жели да убије старог Јеврејина, али Сајберт (Џејмс Мејсон), изасланик пуковника Рајша, који финансира пројекат, не слаже се са њим и предлаже да се акција обустави. Менгеле оптужује Зајберта за издају.
Током разговора са Фридом, Малони Либерман сазнаје да је двадесет година након рата била одговорна за проналажење породица без деце у којима је муж морао да има око педесет година и да ради као државни службеник, а жена много млађа од него . Малони је таквом пару продала мушке бебе које је добила из Бразила од др Менгелеа.
Либерман се консултује са биологом кога познаје (Бруно Ганц). Прича му о дечацима које је видео у Немачкој и Енглеској и шта је Малони рекао. Заједно долазе до закључка да их је Менгеле могао клонирати користећи комад коже Адолфа Хитлера, а затим клонове смјестити у породице које су биле сличне Хитлеровој породици. Оснивача Трећег рајха одгајали су млада, преосетљива мајка која га је размазила и старији отац који је умро у шездесет петој години када је Хитлер имао четрнаест година. Сада, средином 1970-их, три деценије након завршетка рата, Менгеле намерава да оживи идеју о изградњи јаке нацистичке Немачке, а да му у томе помогну деведесет четири тинејџера - клона Адолфа Хитлера. Убрзо је Либерманове закључке потврдио и сам Менгеле у разговору са једним од његових подређених.
Ипак, Зајберт и његов претпостављени су уплашени Либермановим све већим знањем. Менгеле коначно одлучује да се обрачуна са старим Јеврејем. Сазнаје да Либерман иде у Сједињене Државе да упозори другу жртву, Хенрија Ворлока (Џон Денер), фармера и одгајивача добермана. Доктор долази раније, претвара се да је Либерман и пушта га у кућу. Након што пси напусте кућу, Менгеле убија њиховог власника. Минут касније, Либерман стиже на фарму. Настаје дуел између противника, који прекида Боби Ворлок (такође Џереми Блек), Хенријев син, још један Хитлеров клон који се вратио из школе. Менгеле му говори о свом пореклу, али дечак му не верује. Након што је од Либермана сазнао шта је доктор урадио његовом оцу, Боби га набацује псима. Менгеле умире.
У последњој сцени филма, Либерман, док је у болници, спаљује списак са именима других младића које је васпитао др Менгеле.

## Улоге
| Глумац         | Улога              |
| -------------- | ------------------ |
| Грегори Пек    | Јозеф Менгеле      |
| Лоренс Оливије | Езра Либерман      |
| Џејмс Мејсон   | Едуард Сиберт      |
| Лили Палмер    | Естер Либерман     |
| Ута Хаген      | Фрида Малони       |
| Розмари Харис  | госпођа Доринг     |
| Бруно Ганц     | професор Брукнер   |
| Мајкл Гоф      | господин Харингтон |
| Стив Гутенберг | Бари Колер         |
| Денхолм Елиот  | Сидни Бејнон       |
| Волтер Готел   | Герхард Мунт       |
| Ричард Марнер  | Емил Доринг        |
| Волф Калер     | Ото Швимер         |